# Parque nacional de Shiretoko
El parque nacional Shiretoko (知床国立公園 Shiretoko Kokuritsu Kōen?) con 386.33 km² de extensión, cubre la mayor parte de la península de Shiretoko en el extremo noreste de la isla de Hokkaidō, Japón. La palabra Shiretoko quiere decir el final de la tierra en el idioma ainu.
Es una de las regiones más remotas de todo Japón, la mayor parte de la península solamente es accesible a pie o en barco. El parque es conocido por ser el hábitat del oso pardo (Ursus arctos), albergando la mayor población de Japón. Ofrece, así mismo, las vistas del disputado territorio de la isla Kunashir, ocupado por Rusia, pero reclamado por Japón. El parque tiene la cascada de agua caliente llamada Kamuiwakka-no-taki, que quiere decir el agua de los dioses en ainu.
En el año 2005, la Unesco designó el área como Patrimonio de la Humanidad, aconsejando la unión con las islas Kuriles de Rusia para crear un Parque Internacional de la Paz.